# Криволинеен интеграл
Криволинейният интеграл е интеграл на функция, при който интегрирането се извършва по дадена крива.
Интегрираната функция може да бъде скаларно или векторно поле. Стойността на криволинейния интеграл е сборът от стойностите на полето върху всички точки от кривата, претеглени с дадена скаларна функция, дефинирана върху кривата (най-често това е дължината на самата крива или, при векторни полета, скаларното произведение на векторното поле и диференциален вектор на кривата). Това претегляне разграничава криволинейния интеграл от простите интеграли, дефинирани върху интервали.